# Heilige Familiekerk (Bosmolens)

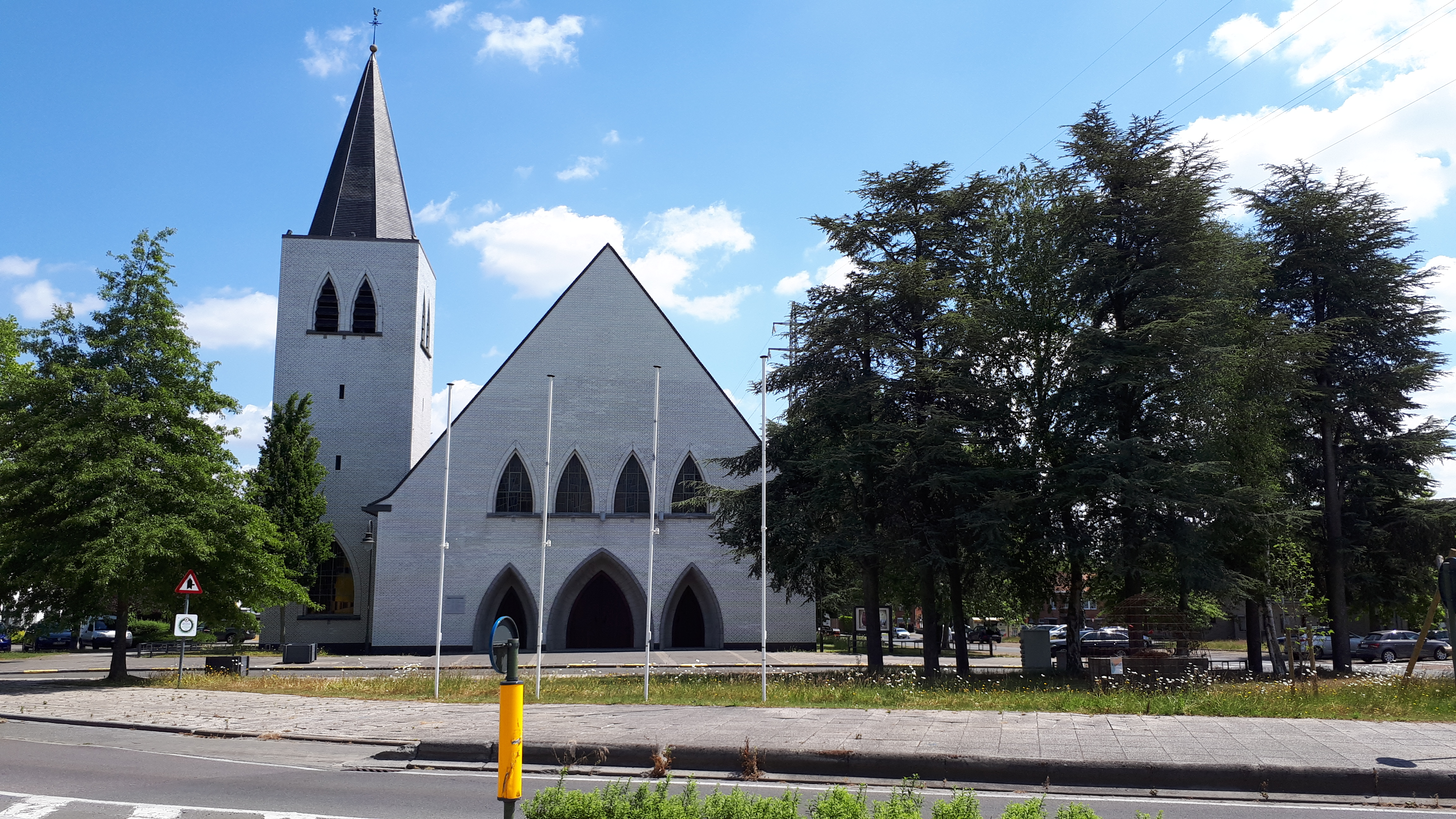
H. Familiekerk Bosmolens

De Heilige Familieparochie werd op 27 juli 1941 erkend waardoor Izegem er op de wijk Bosmolens een nieuwe parochie bij kreeg. Voorlopig werd de hulpkapel van de 'school van de Heilige Familie' de nieuwe parochiekerk. E.H. Godfried Vandeputte werd de eerste herder.
De Heilige Familiekerk werd opgetrokken tussen 1962 en 1964, naar ontwerp van E. Allewaert (Izegem).

## Ontstaan van de kerk
Vanaf circa 1900 wilde de Bosmolens een eigen kerk. In de loop der jaren zijn ze bezig geweest om dat te kunnen realiseren.
| 1898         | In de Gazette van Iseghem stond een brief getekend door 'Dbt 40'. In de stad liep er een gerucht: er zou in de loop van de zomer een kerk en school worden gebouwd op de Bosmolens. De school kwam er, de kerk niet. |
| 1900         | In het parochiearchief steekt een afschrift zonder handtekeningen van een petitie (januari 1900) gericht aan het college van burgemeester en schepenen. Er kwam een reactie op een artikel in de Gazette van Iseghem dat een pleidooi hield voor de oprichting van een nieuwe kerk in de omgeving van het Blauw Kapelletje. |
| 1900 - 1906  | Brieven werden verstuurd en beantwoord in verband met de kerk. |
| Na 1907      | Jules Verstraete schrijft namens de Bosmolenaars een smeekbrief naar de Bisschop in verband met het groot gemis van een eigen kerk op de Bosmolens. |
| 1923         | Een eerste stapje: uit de Liber Memorialis (verslagboek) blijkt dat er wordt gestreefd naar een eigen kerk. Op 11 februari 1923 vond er een algemene vergadering plaats waarbij de pastoor van de Sint-Tilloparochie aangaf dat het financieel niet mogelijk was om op de Bosmolens een parochiekerk op te richten. Men richtte een voorlopige kerk op met de nodige materialen zoals: een kelk, een ciborie, mis- en ander gewaad, een communiebank, een biechtstoel en een honderdtal stoelen. |
| 1928 - ...   | Voor een eigen kerkgebouw en pastorie was er grond nodig, daar was de Kerkfabriek al jaren mee begaan. Al begin 1928 was de keuze gemaakt: een stuk grond dat verpacht werd aan de kinderen Masschelein – Alidor en eigendom was van juffrouw Goethals die in Kortrijk woonde. Het ging om een perceel zaailand van 33 m breed en 60 m lengte. De eigenares was allerminst bereid het van de hand te doen, ook niet na bemiddeling. Na meerdere onderhandelingen besloot de kerkfabriek af te zien van verdere werking tot na de oorlog. |
| 1938 of 1939 | De Bisschop legde de pastoor toe dat de Bosmolens een eigen kerk zou krijgen, maar dat dit nog niet voor morgen of het volgende jaar zou zijn. |
| 1941         | De bisschop was zinnigs om in 1941 een pastoor op de Bosmolens te benoemen. Men kreeg na het heen en weer schrijven van enkele brieven de toelating op 21 november. De derde parochie van Izegem kreeg de naam van Heilige Familie Izegem – Lendelede en kende aanvankelijk 1531 zielen. Op 16 december 1941 werd Godfried Vandeputte de eerste pastoor van de nieuwe parochie. |
| 1944         | Baron Jean de Bethune kende geen succes bij juffrouw Goethals tijdens het onderhandelen voor haar grond. In dit jaar werd ook het eerste plan voor de kerk getekend bij de leden van de kerkfabriek |
| 1946         | Baron Raphaël Gilles de Pélichy wilde een hofstede van 23 hectaren ruilen met de grond van mevrouw Goethals, maar ook dat werkte niet. Het werkte ook niet nadat de bisschop de deken van Kortrijk op haar had afgestuurd. |
| 1947         | Men kreeg de nodige gronden niet los. Het college van burgemeester van schepenen reageerde met het voorstel om naar een ander stuk grond uit te zien. Het land gelegen op de hoek van de Boterstraat en de Meensesteenweg, gepacht door de familie Noyez en eigendom van oud-senator Cyrille Van Overberghe uit Elsene (Brussel). Het stadsbestuur had blijkbaar geen haast want de onderhandelingen met de eigenaar sleepten aan tot in 1955, dit tot ongenoegen van de eigenaar. |
| 1956         | Op 26 oktober overleed juffrouw Goethals. Het verhaal wil dat er op de Bosmolens gebeden werd opdat ze zou sterven. Er werd gehoopt dat haar neef en erfgenaam Ernest Goethals toegefelijker zou zijn. |
| 1957         | Toen Emile Vanden Bogaerde, de voorzitter van de kerkfabriek er mee dreigde de kerk elders te bouwen, gaf Ernest Goethals toe. De akte werd op 8 juni 1957 verleden door notaris Albert Maertens in Kortrijk. De grond had een geschatte waarde van 79.200 Belgische frank en werd gratis gegeven. Dit droeg met zich mee dat alle kosten die uit de schenking voortvloeiden voor de kerkfabriek waren. Twee dagen later werd de grond door de deken gewijd en werd er een kruis geplant. Dit alles in de aanwezigheid van de kerkraad en het college van burgemeester en schepenen. Niet enkel het eerste plan voor de kerk werd afgekeurd, ook al het volgende tot het twaalfde toe. |
| 1959         | Op 28 mei keurde de commissie het twaalfde plan goed. Ook de gemeenteraad en de kerkfabriek keurden de nodige stukken goed. |
| 1962         | In april 1962 kwam het dossier uit Brussel via Brugge in Izegem aan. De aanbesteding vond nu rap plaats. Gaston en Henri van de PVBA Deveeuw Gebroeders uit Wevelgem kregen als laagste van de vijf bieders voor 11.753.311 Belgische frank de bouwopdracht. Daarna volgenden onderhandelingen voor de verwarmingsinstallatie die op 18 juni werd toegewezen aan Valère De Corte uit Poperinge, die van de zeven deelnemers het laagste bod uitbracht: 195.752 Belgische frank. Op 1 oktober begonnen de werkzaamheden. Op het einde van dat jaar waren de grondwerken af, maar door de vorst kon er daarna 11 weken niet gewerkt worden.                                              |
| 1964         | Op 25 oktober, Feest van Christus Koning, werden onder grote toeloop de drie bronzen klokken gewijd door deken Andries Kindt: de Jezusklok, de Mariaklok en de Jozefklok. Op 20 december kwam de Brugse Bisschop Emiel Jozef De Smedt de kerk wijden. |
| 1965         | De huur van de noodkerk viel weg. Dat zorgde voor een minuitgave van 36.000 Belgische frank per jaar. De pastorie werd in 1965 gebouwd. Van 1948 tot 1965 woonde de pastoor in de Meensesteenweg 150. |
| 1967         | Op 18 februari kon de pastoor in zijn Liber Memoriales noteren dat hij de laatste staatstoelage had ontvangen en onmiddellijk de lening bij het bisdom had afgelost en de laatste schuld bij de aannemer. De kerk kostte in zijn geheel 15.094.113 Belgische frank. |

## Pastoors van de Heilige-Familieparochie
| 1941 - 1956 | E.H. Godfried Vandeputte werd de eerste pastoor van de Heilige Familieparochie. De bisschop benoemde hem op 16 december 1941 en op 4 januari 1942 werd hij ingehuldigd. In 1956 werd hij pastoor in Beitem, gehucht van Rumbeke, wat hij bleef tot hij in september 1970 op rust ging. Hij stierf op 8 januari 1971.     |
| 1956 - 1971 | Op 27 juli 1956 werd Michaël Vanwynsberghe zijn opvolger en zo de tweede pastoor van de H.-Familieparochie. Op 20 december 1964 was een heugelijke dag voor de nog jonge parochie. De pastoor kon de parochianen verwelkomen in de nieuwe kerk. Vanwynsberghe stierf op 21 september 1971.                               |
| 1971 - 1976 | Op 4 november werd Gabriël Vergote benoemd tot de derde pastoor van de Heilige Familieparochie. Hij werd op 14 november 1941 bij zeer slecht weer geïnstalleerd. Na vijf jaar op de H.-Familie te hebben gestaan, nam hij eervol ontslag op 1 november 1976 vanwege gezondheidsredenen. Hij overleed op 8 januari 1983.  |
| 1976 - 1998 | Op zondag 21 november 1976 was er de plechtige aanstelling van André Steyaert als vierde pastoor van de parochie. Op 30 augustus 1998 namen de Bosmolenaars in een plechtige mis afscheid van hun pastoor, die één dag later zijn intrek nam in het rustoord 'Sint-Jan' van Damme, waar hij op 29 oktober 2003 overleed. |
| 1998 - 2015 | Op 4 oktober 1998 werd Ludwig Dubaere als de vijfde pastoor aangesteld in de parochie. Op 28 juni 2015 werd hij officieel aangesteld tot pastoor van de Sint-Amandsparochie in Ingelmunster, hij ging terug naar zijn roots.                                                                                             |
| 2015 - …    | Op 26-jarige leeftijd werd Matthias Noë (de jongste priester van Vlaanderen) de zesde pastoor van de Heilige Familiekerk. |

## De Heilige Familiekerk
De moderne zaalkerk is 51.55 m lang en 26 m breed. Het betonnen gewelf – behalve van het koor -, de vensters en deuren zijn breed-spitsvormig (lancetbogen). De noordwestentoren is 30 m hoog.

### De altaren
Veel kerken hebben drie altaren, gewoonlijk gaat het om een hoofdaltaar en twee zijaltaren. In de Heilige Familiekerk staan ze achter elkaar.
1. Het altaar bij binnenkomst aan de rechterkant, is van Lidomarmer, meet 2 meter bij 80 cm en 28 cm, staat op één ronde voet van 42 cm diameter en 62 cm hoogte en kostte 70.500 Belgische frank.
2. Het achterste altaar op het podium, uit hetzelfde marmersoort, is 2,50 m breed, 80 cm hoog en 36 cm diep, staat op twee ronde voetstukken van 42 cm diameter en 62 cm hoogte en kostte 103.520 Belgische frank. Het tabernakel op dat altaar is van geslagen koper, met verzilverde zijkanten en een vergulden deur met een kruis bezet met stenen, twee bronzen vissen en vier bronzen hosties of broden.
3. Het derde altaar, is in hout, staat er nog maar sinds 1995; de plaatsing ging gepaard met de uitbreiding van de liturgische ruimte. Dit altaar wordt gebruikt tijdens de eucharistie.

#### Galerij van de altaren

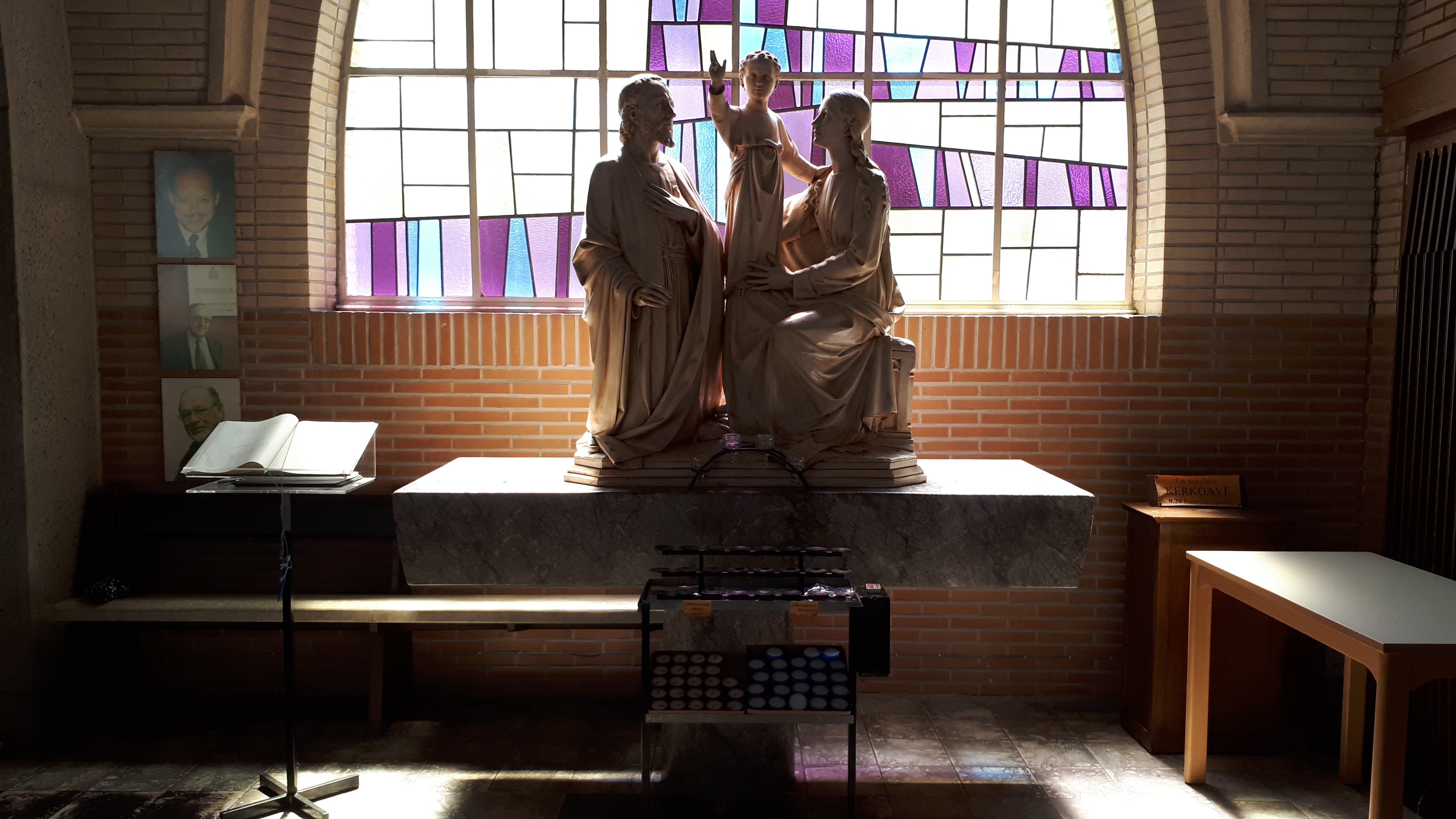
Het eerste altaar bij binnenkomst
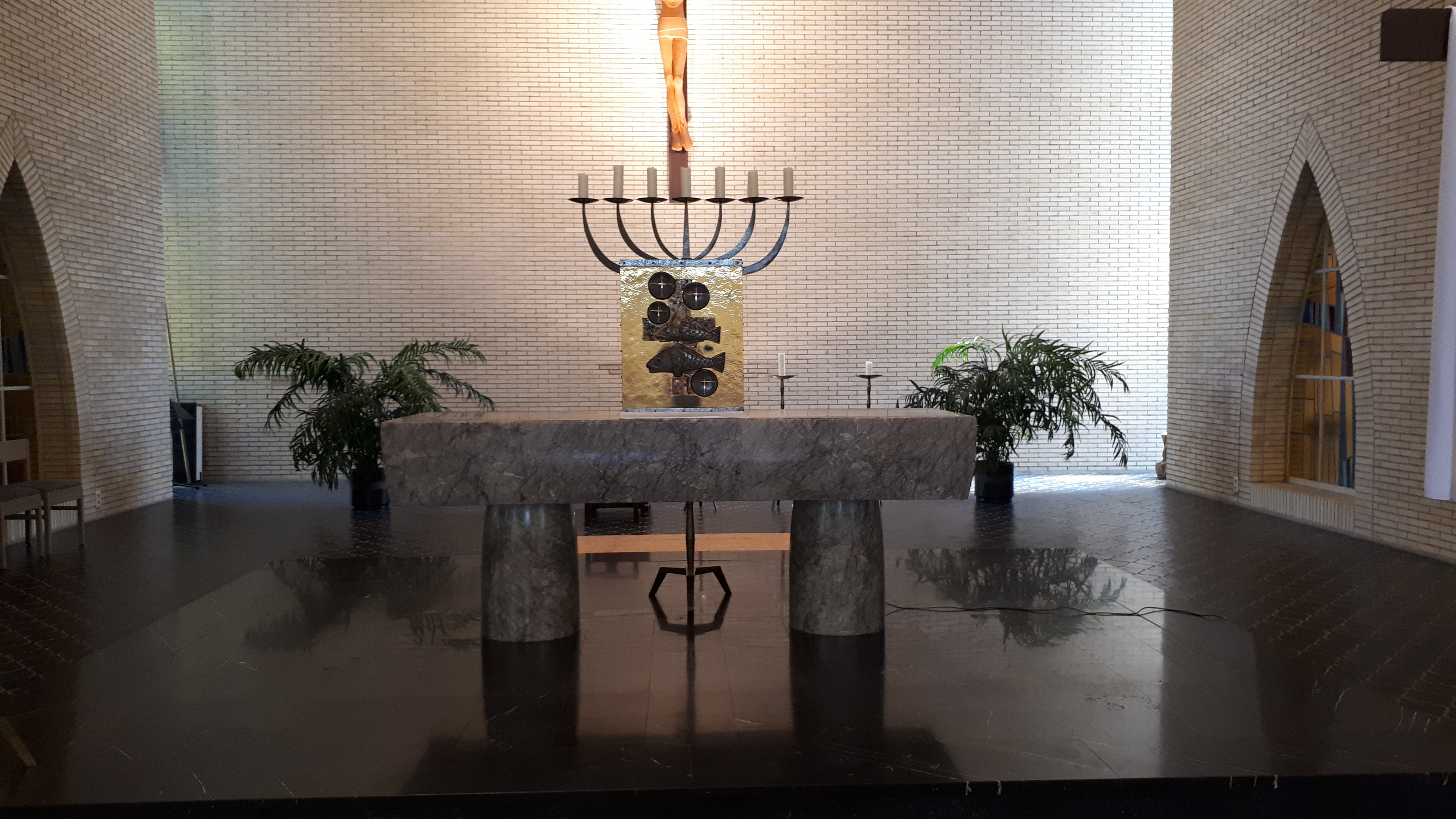
Het tweede altaar met tabernakel op het podium
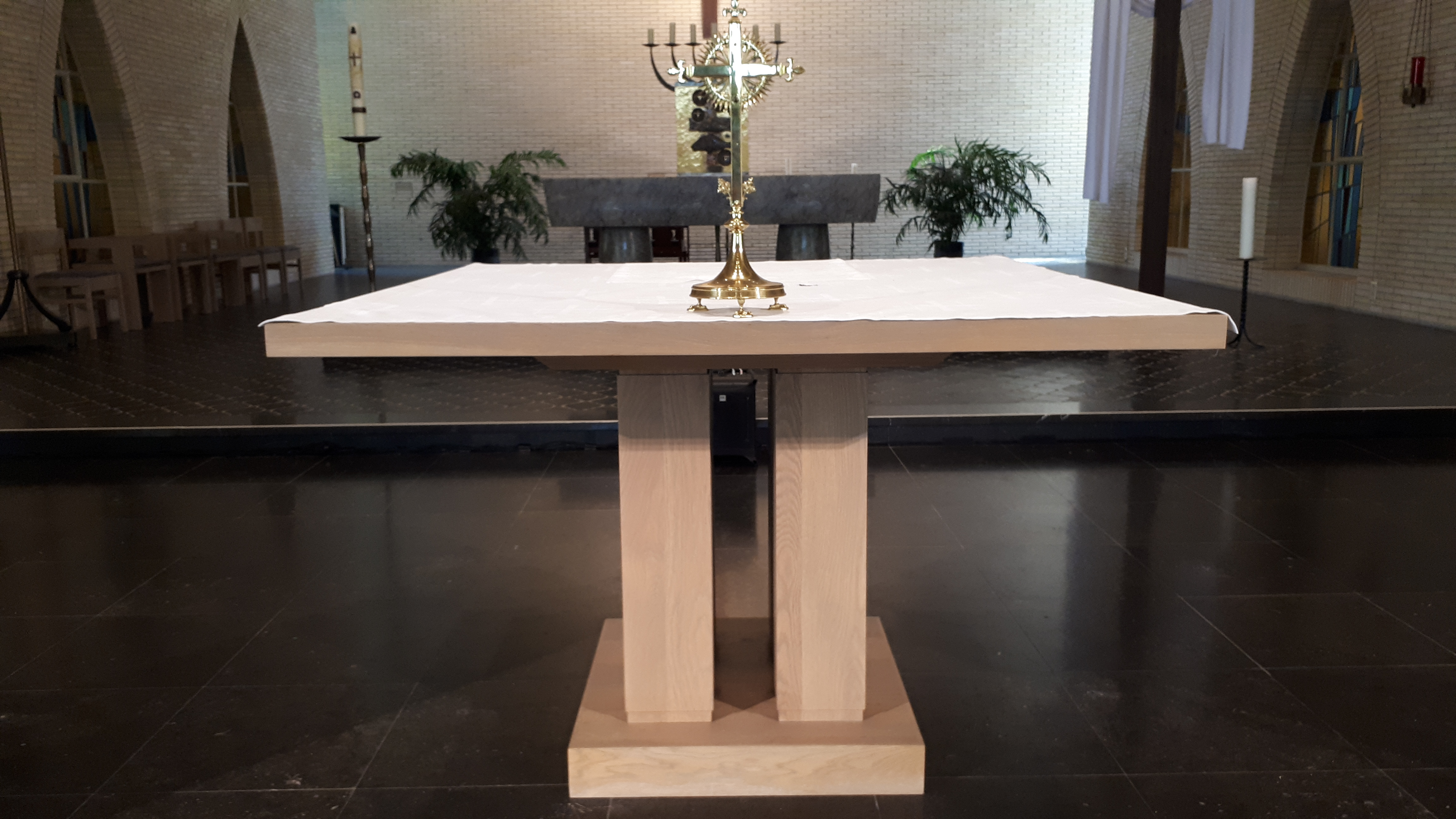
Het derde altaar in hout vooraan op het podium

### Het Christusbeeld

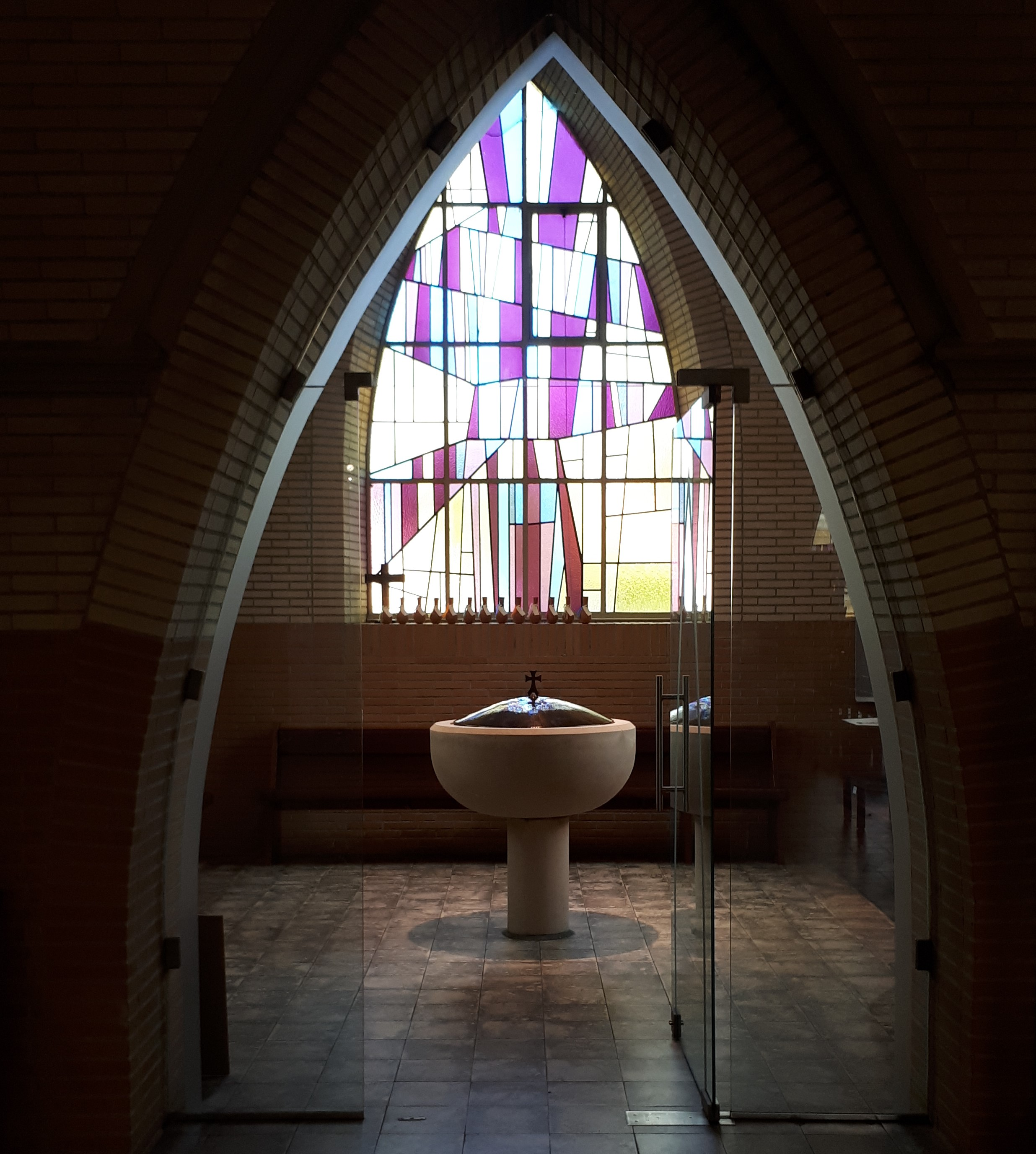
De doopkapel

Het Christusbeeld in het koor is een ontwerp van de Luikenaar Noël Randaxhe die daarvoor in 1964 het bedrag van 25.000 Belgische frank kreeg. Het werd geplaatst op een kruis van wengéhout dat 4 bij 3,90 m meet.

### De doopkapel
De doopkapel wordt geaccentueerd door de doopvont in wit natuursteen Euville. Hij werd door Adolf Lefevre geleverd, is 103 cm hoog, 100 cm breed en de voet meet 30 cm. Het koperen deksel met kruisje heeft een diameter van 77 cm. Het totaalplaatje kostte 29.693 Belgische frank. Het ontwerp is van binnenhuisarchitect Monique Houtemeyers-Roselle. Haar vader plaatste op 12 januari 1967 de doopvont. De glazen deur aan de doopkapel kwam er pas in 2000.

### Het orgel

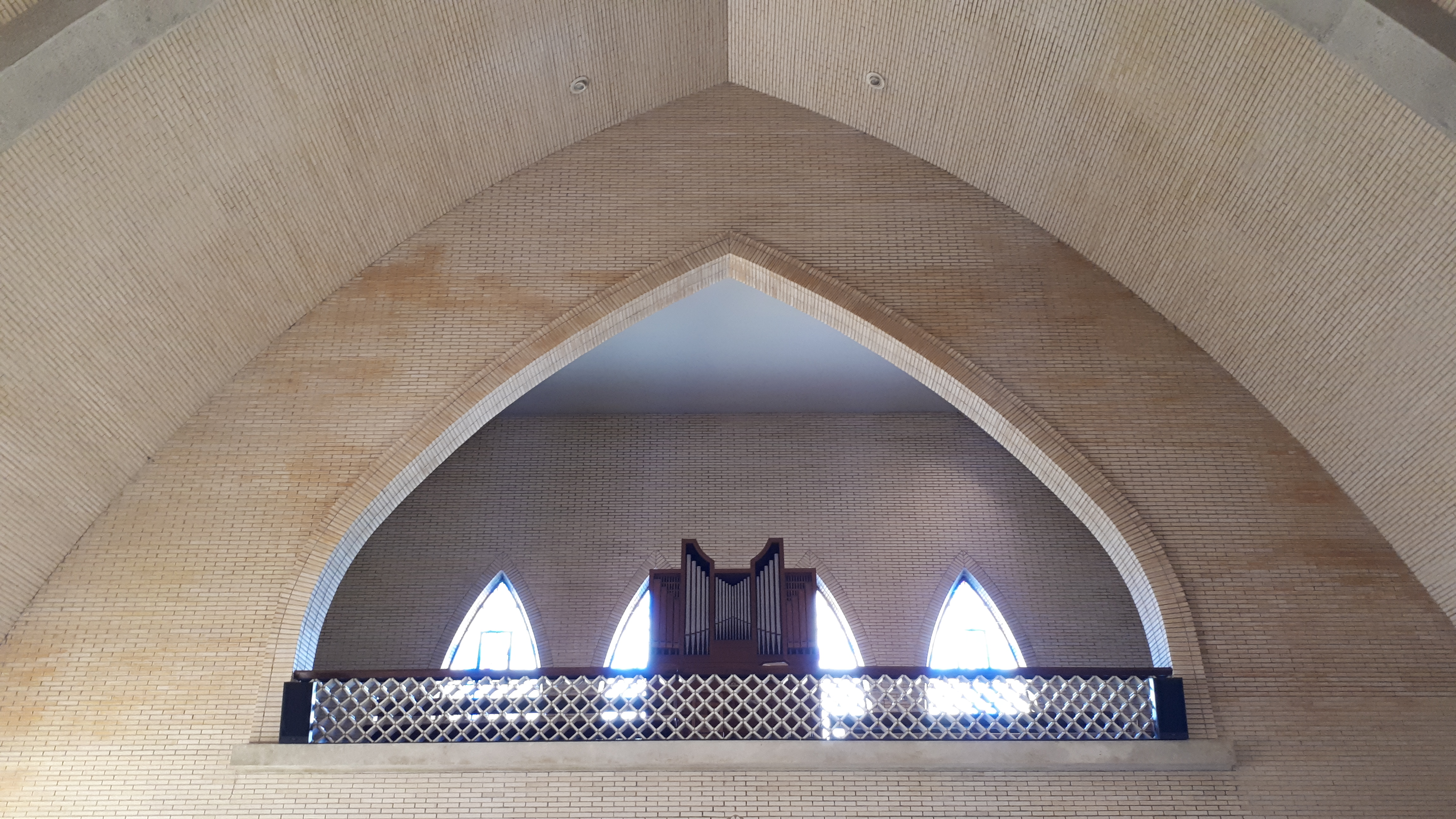
Het grote orgel

Het orgel kwam van de firma Jos Loncke en zonen uit Esen en werd op 1 mei 1965 ingewijd en ingespeeld door koster-organist Luc Ghenkiere. Het was al klaar sinds maart 1964, maar werd niet geplaatst omdat het gebouw nog niet droog genoeg was. De kostprijs bedroeg 283.700 Belgische frank. De twee klavieren tellen elk 56 toetsen. De dispositie is de volgende:
| Het onderste klavier                    | Het bovenste klavier                   |
| --------------------------------------- | -------------------------------------- |
| Gedekt 8 Roerfluit 4 Oktaaf 2 Cimbel 3r | Roerfluit 8 Prestant 4 Nazaard 2 2 / 3 |

In 1984 werd beslist een klein orgel in het koor te plaatsen.

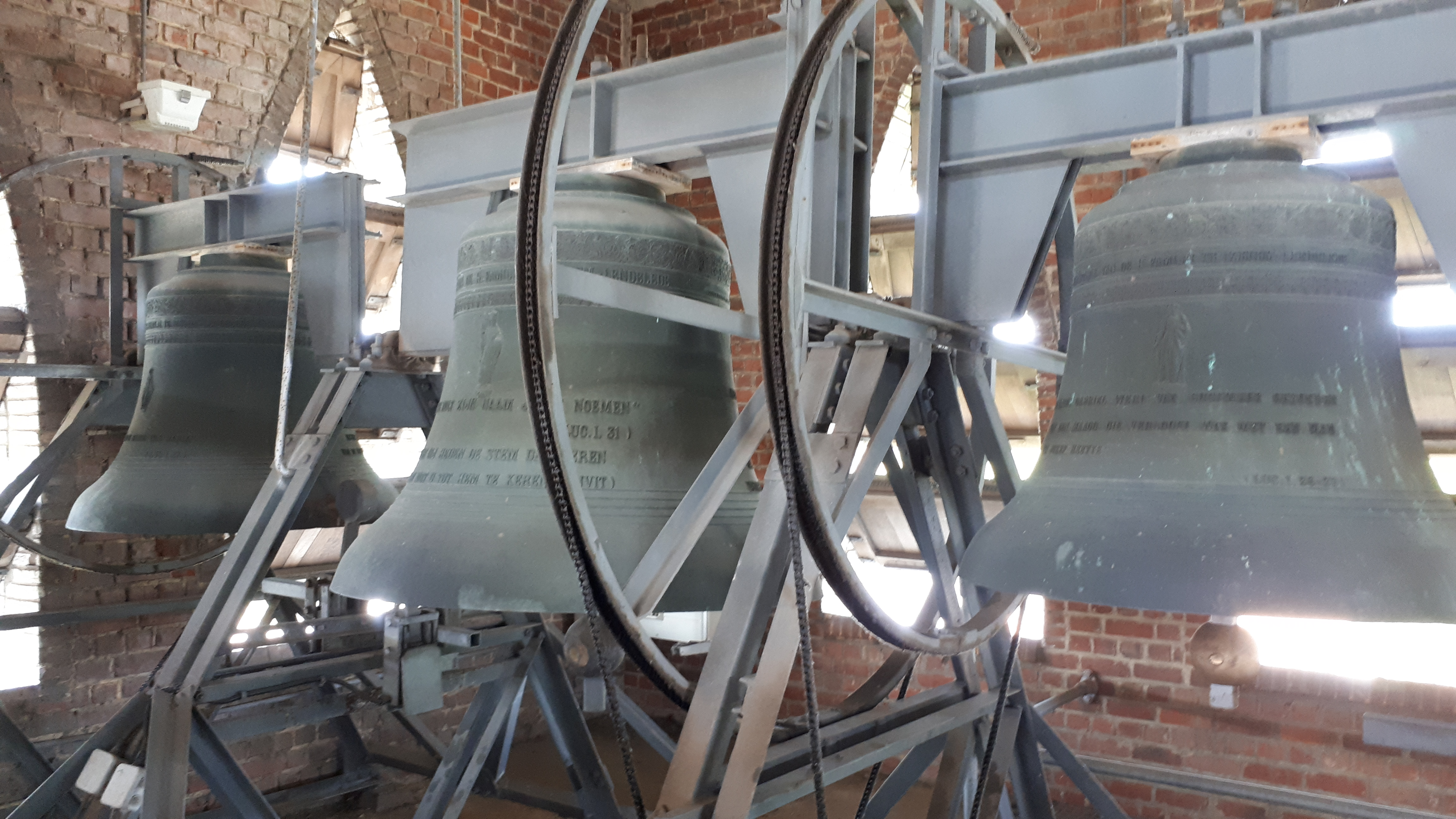
De drie bronzen klokken Jozefklok - Jezusklok - Mariaklok

### De drie bronzen klokken
Op zondag 25 oktober 1964, feest van Christus-Koning, werden onder grote toeloop de drie bronzen klokken gewijd door deken Andries Kindt. Ze waren op 18 september gegoten door Petit en Fritsen uit het Noord-Brabantse Aarle-Rixtel. Drie dagen later gingen ze de toren in en nog eens twee dagen later luidden ze voor het eerst.
- De Jezusklok brengt een fa-klank uit en is met zijn 902 kg en 114,2 cm diameter de grootste.
- De Mariaklok luidt een sol kruis, weegt 555 kg en heeft een diameter van 96,5 cm.
- De kleinste klok is de Jozefklok, weegt 383 kg, heeft een diameter van 85.4 cm en breng een la kruis voort.

Jezus, Jozef en Maria vormen samen de H.-Familiekerk. De klepels wegen respectievelijk 35, 22 en 12 kg. De klokken kostten 267.550 Belgische frank en voor de elektrificatie en automatisering ervan door G. Frère uit Lo werd 78.500 Belgische frank betaald.

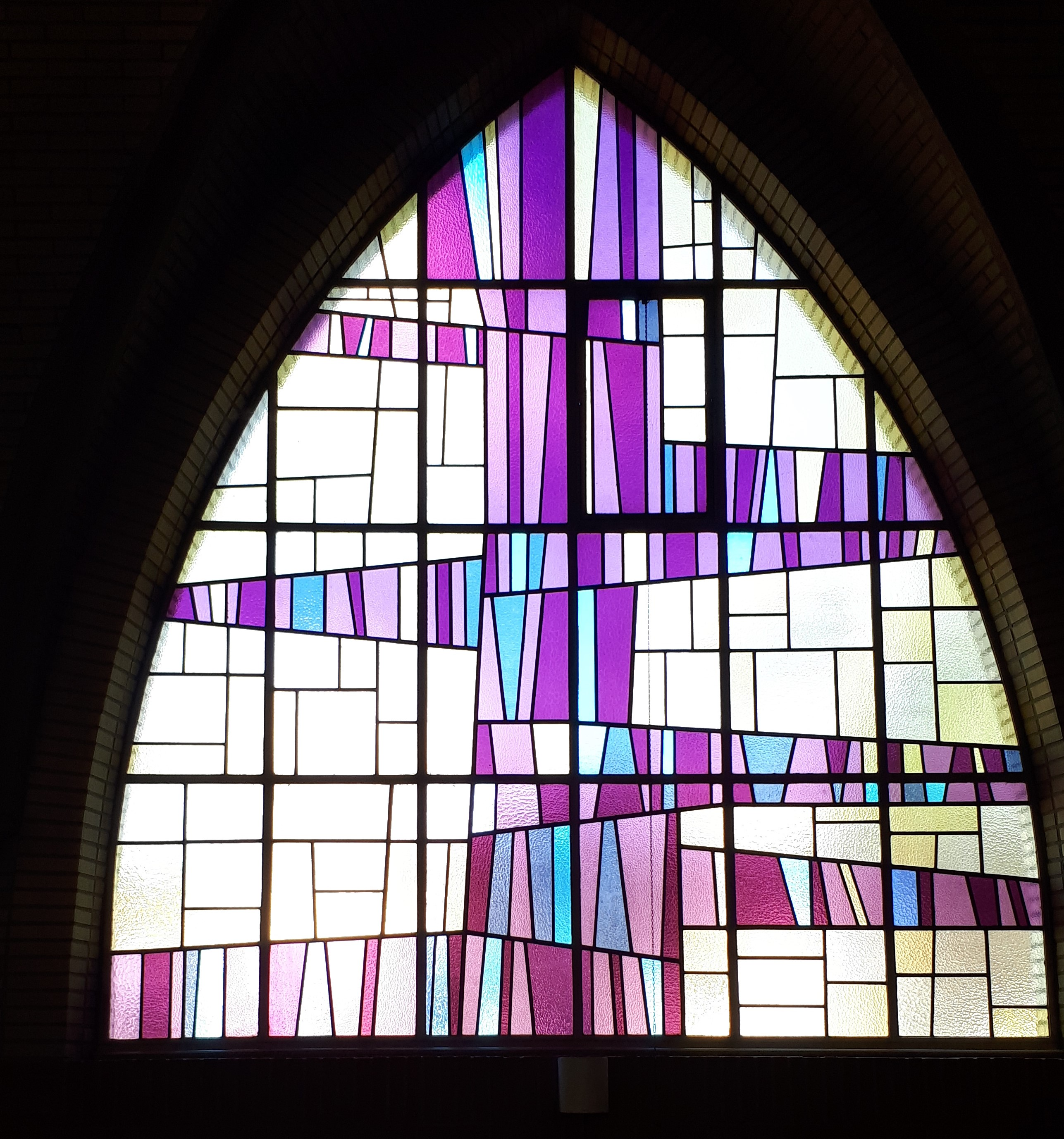
Een glasraam in de H.-Familiekerk

### De glasramen
De non-figuratieve glasramen werden gemaakt door Theo Meersman uit Aalst naar een ontwerp van Lionel Holvoet uit Wevelgem. Omwille van de kostprijs werd voor goedkoper kathedraalglas gekozen in plaats van het voorziene Duits antiek glas.

### Het kerkplein
De omgeving rond de nieuwe kerk was in sommige perioden een modderpoel. Wie met de auto naar de pastorie kwam, dreigde vast te lopen in de modder. De laatste dag van 1967 noteerde de pastoor ‘Ik heb zelf een voetpad aangelegd om droogvoets in de kerk te geraken’. Een parking was dringend noodzakelijk, maar men moest geduldig zijn. Op 26 maart 1971 startte aannemer Devriese met de aanleg van het kerkplein. Het plein kreeg op voorstel van de heemkundige kring Ten Mandere de naam Ter Beursplein, naar het oud leen dat daar gelegen was.

## Kapellen Heilige Familieparochie
Tot het grondgebied van de Heilige Familieparochie, behoren enkele kapellen.
De kapel in de Leenstraat maakt deel uit van een groter geheel: het scholencomplex. Nadat Theresia Vandewiele stierf in 1898, viel de wijk zonder school. E.H. Pastoor L. De Hulster had al in 1897 een stuk bouwgrond gekocht, dat eigendom was van mevrouw Vanden Bogaerde-Descamps. Het werd gebruikt om een school te bouwen op de wijk. Er werden vier klaslokalen ingericht, ook een woonhuis, kapel en een speelplaats. Pastoor E.H. De Hulster wijdde de gebouwen in en hield een toespraak. De Zusters van Maria waren de eerste verantwoordelijken van de school.
De Lourdeskapel, ook 'Wyffelskapel genoemd, in de Molstraat is vrij groot. Daarnaast is ook een kleine Heilig Hartkapel te vinden in de straat. Het is een neogotische kapel met jaarsteen 1897 en gebouwd in opdracht van Barbara Maddens-Berlamont en Maria Callens-Maddens.
De moderne Negenhoekkapel op de hoek van de Negenhoek en de Roterijstraat werd in 1959 ingehuldigd. Het werd geplaatst op een toen nog niet aangeplante groenstrook op de nieuw gebouwde wijk 'De negenhoek'.
De Scheemaekerskapel in de Oude Iepersestraat werd in 1896 gebouwd. In 2012 werd de kapel gerenoveerd. Het is een kleine veldkapel opgericht in opdracht van de gezusters Scheemaekers in arduinen gevelsteen.
Een laatste kapel behoort tot de parochie, maar staat op grondgebied in Lendelede namelijk de ruime Vermandelskapel. De kapel werd in 1887 gebouwd door Theodoor Vermandele. Hij was de toenmalige voorzitter van de kerkraad. Zij is toegewijd aan O.L. Vrouw van Lourdes en is gelegen in de Sneppestraat.

### Galerij kapellen Heilige-Familieparochie

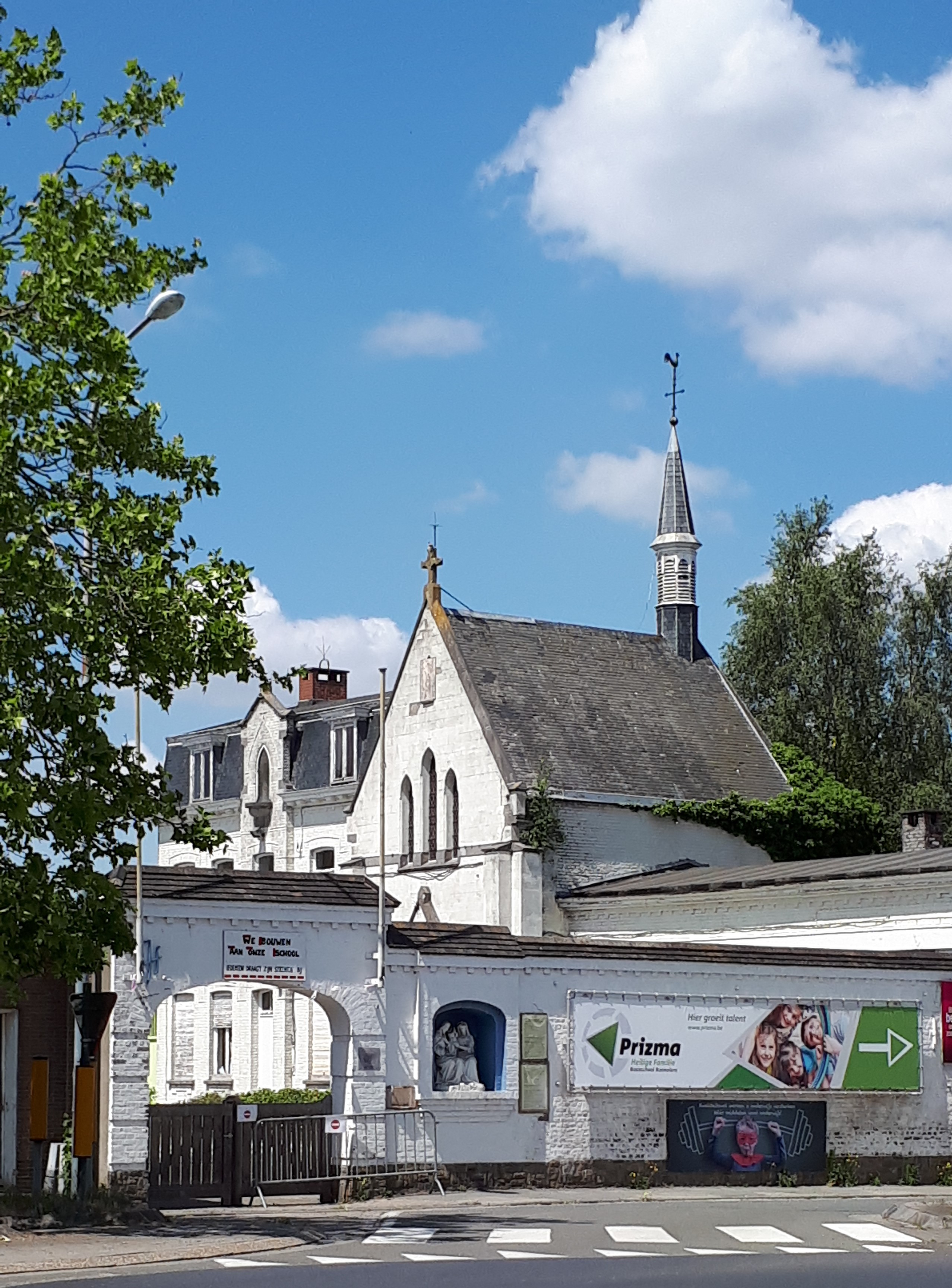
Kapel H. Familieschool
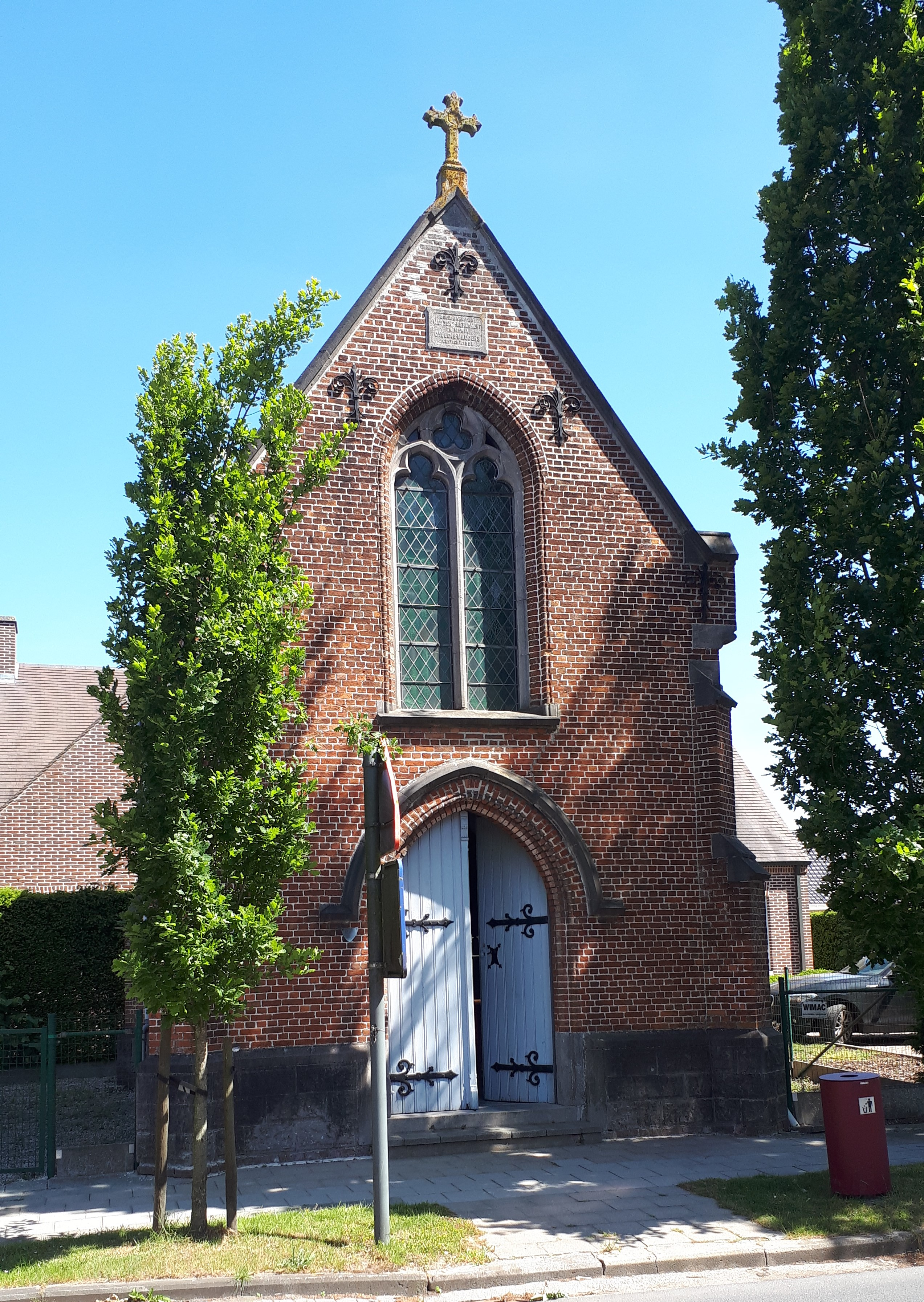
Lourdeskapel of 'Wyffelskapel'
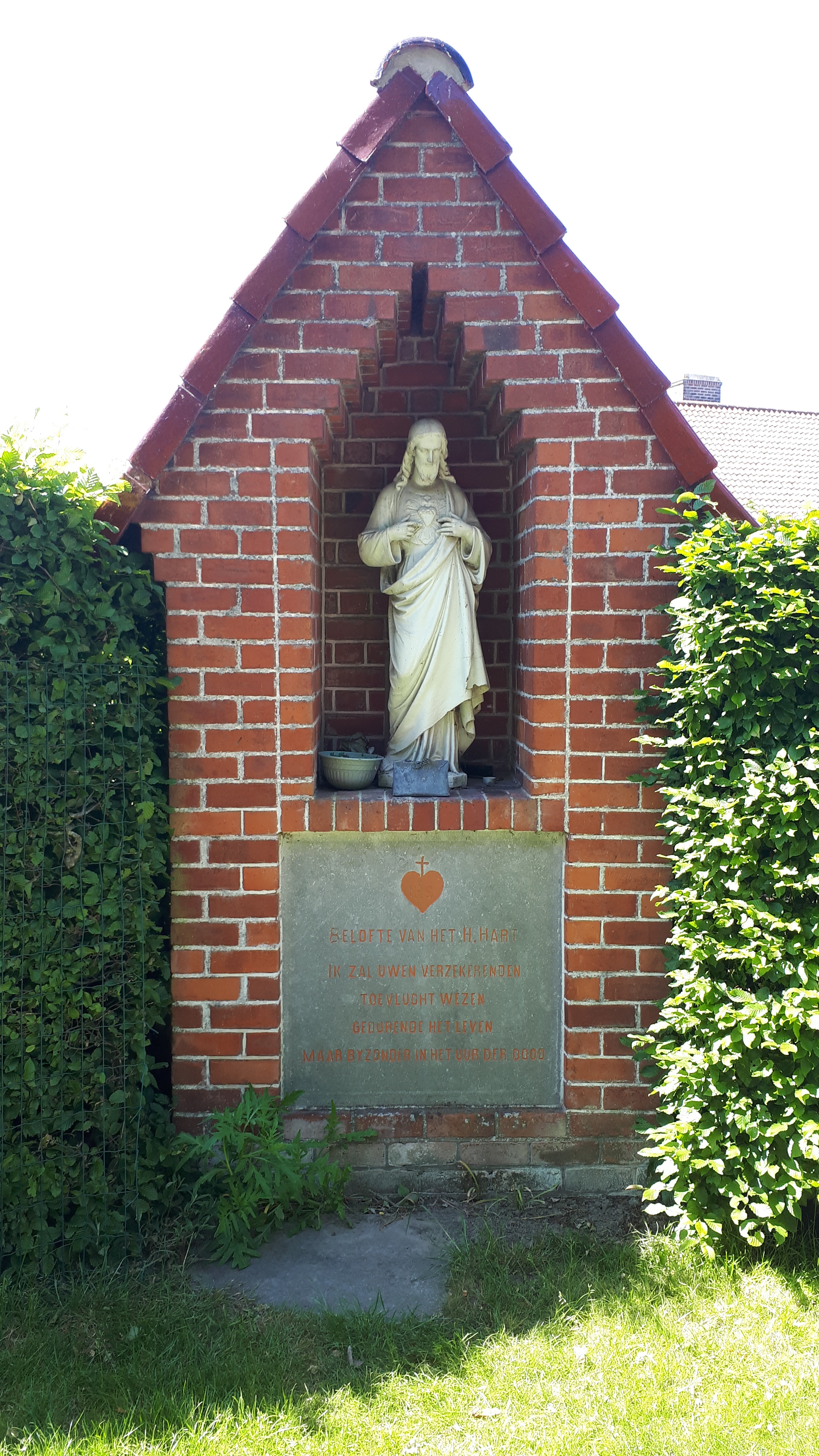
Kleine Heilig Hartkapel
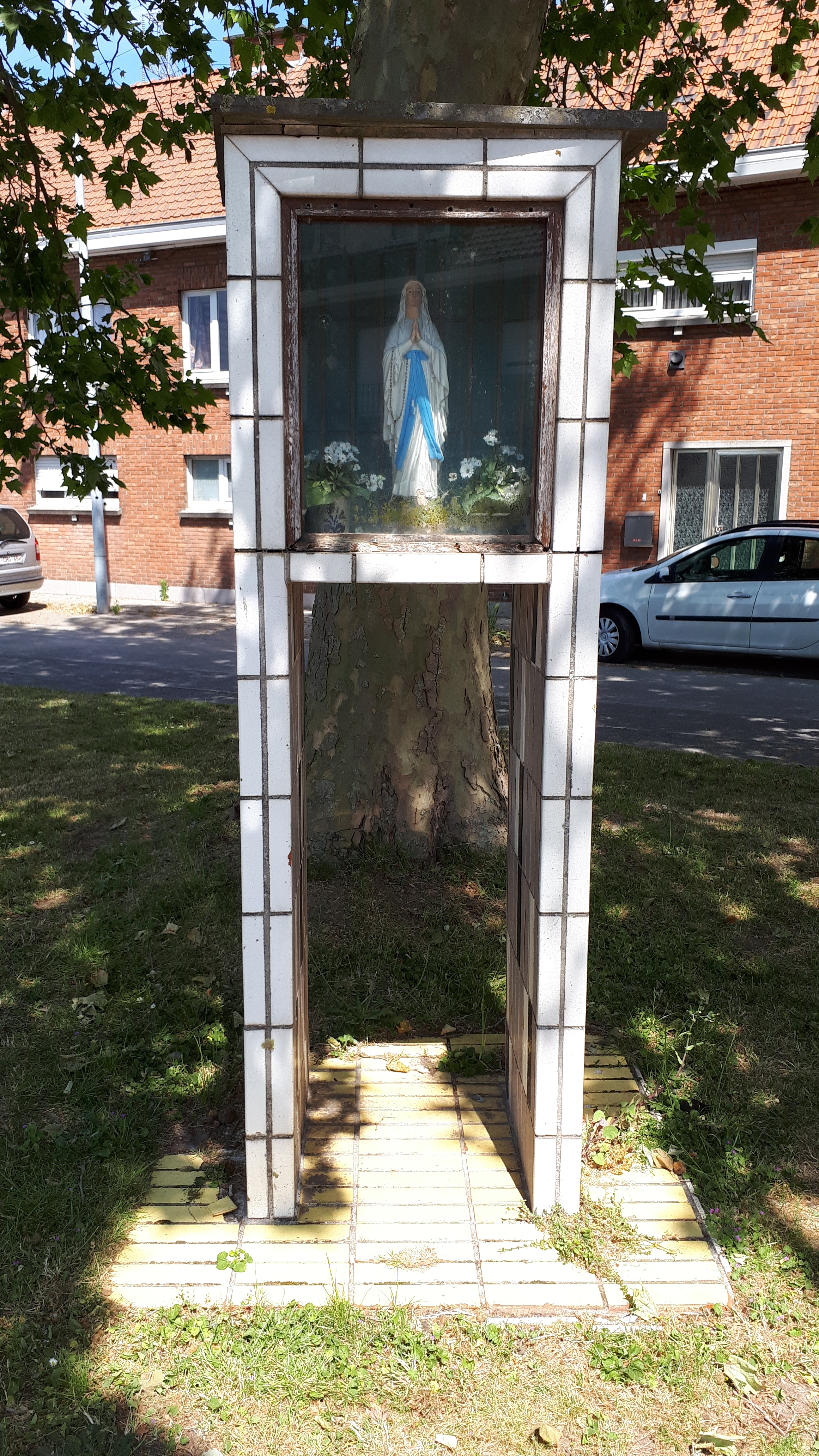
Negenhoekkapel
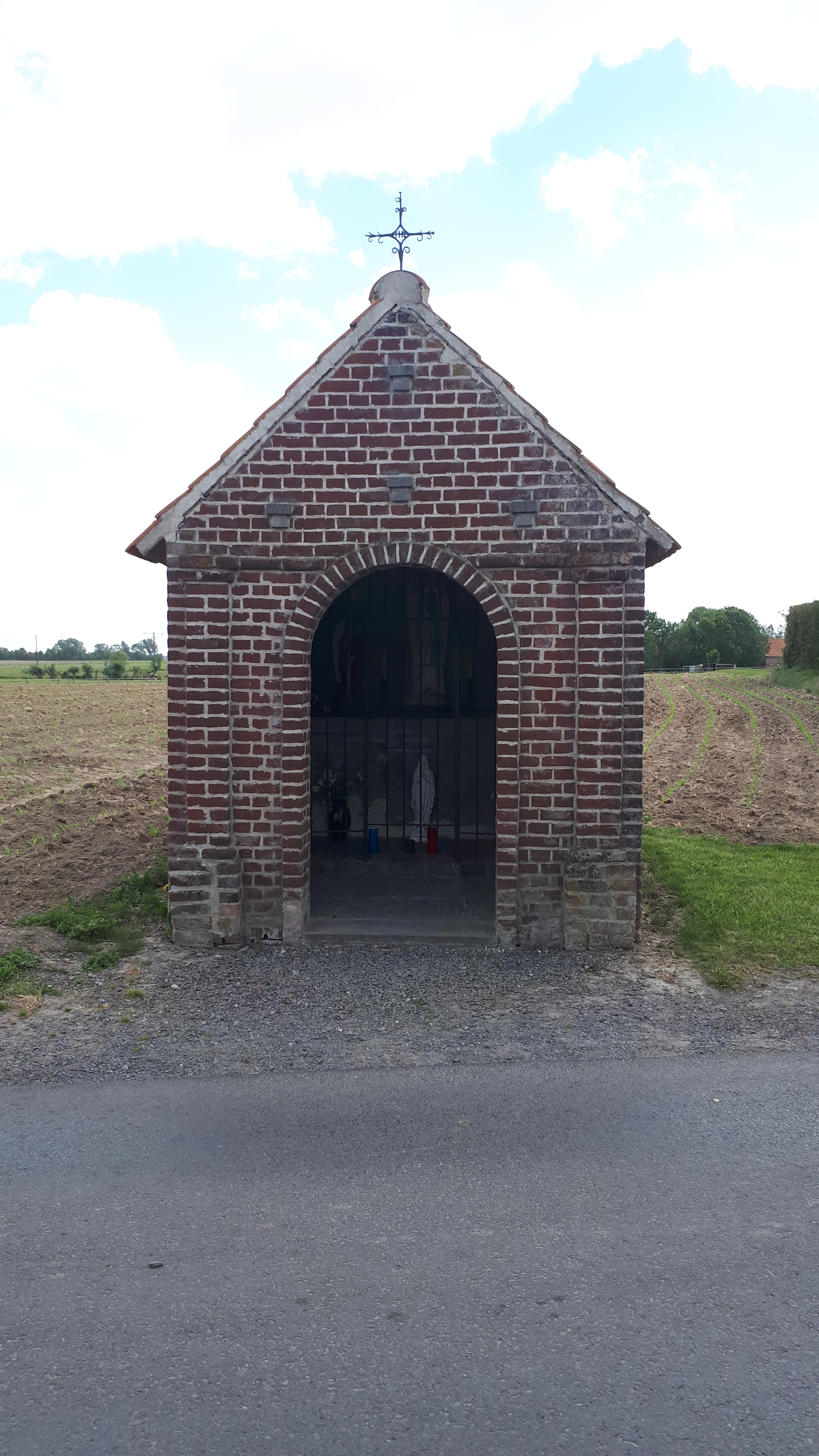
Scheemaekerskapel
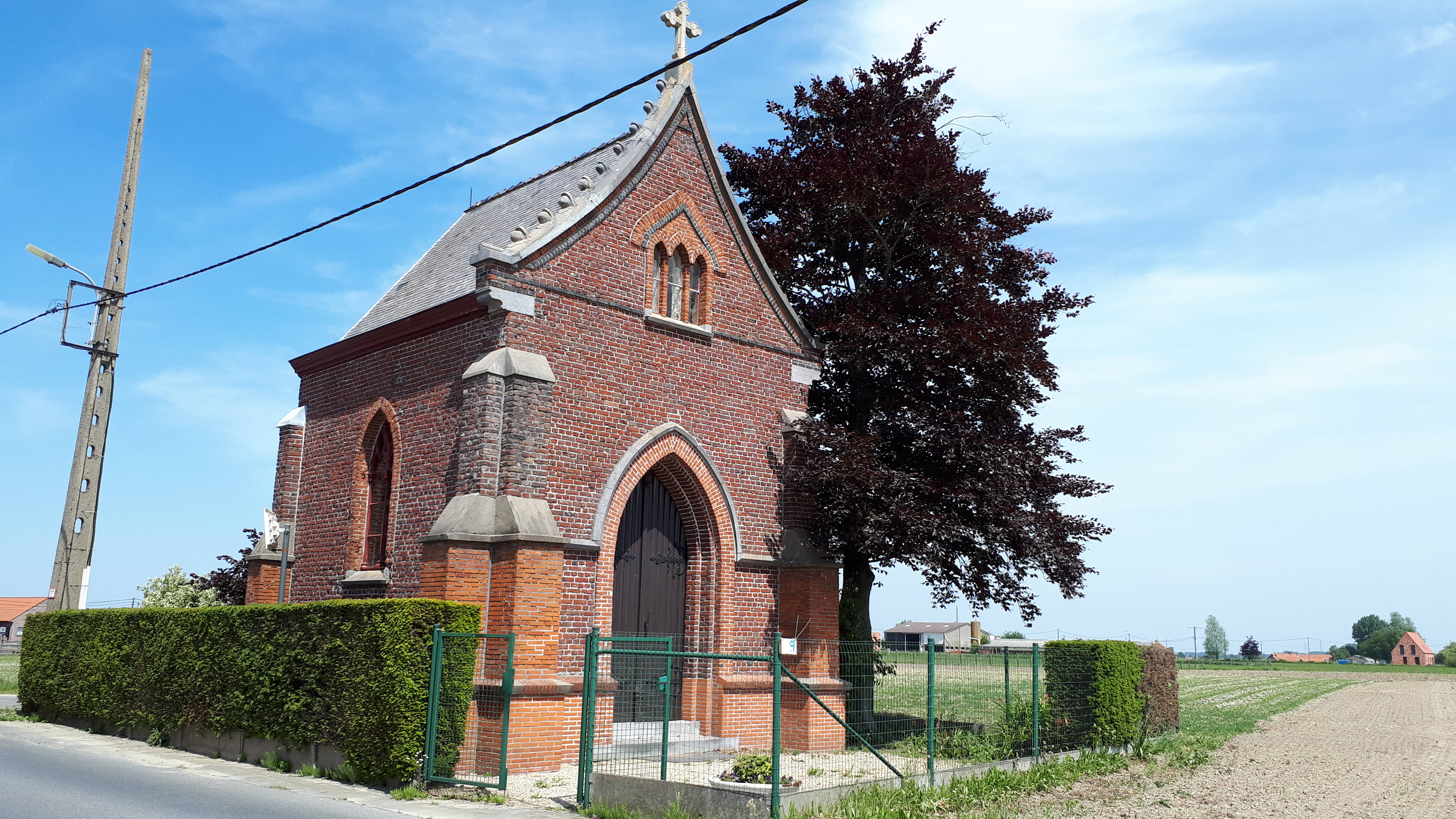
Vermandelskapel (Lendelede)